# 克拉瓦熱

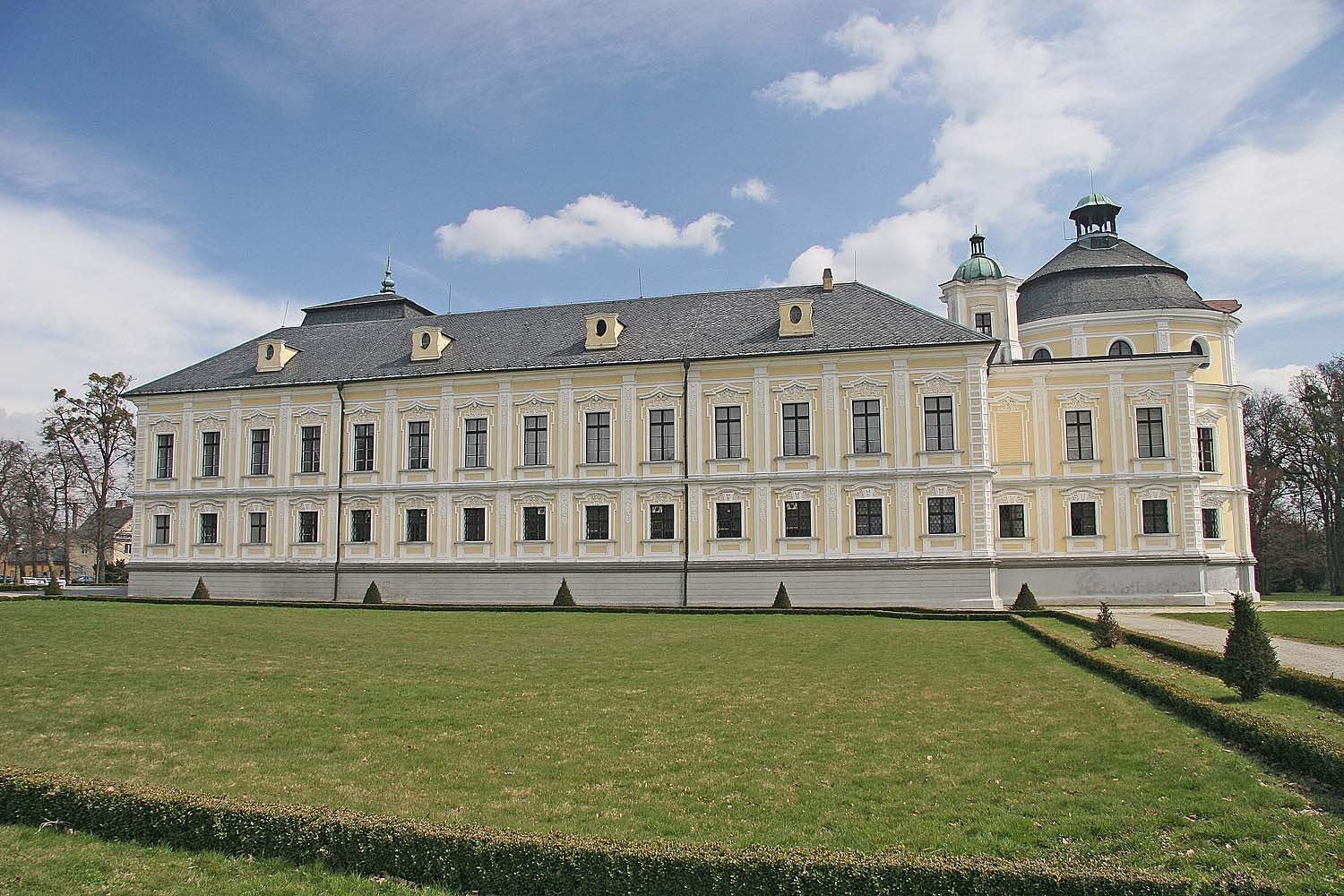

克拉瓦熱（德语：Deutsch Krawarn 德意志克拉瓦恩）是捷克的城鎮，位於該國東部奧帕瓦河畔，距離首府俄斯特拉發20公里，由摩拉維亞-西利西亞州負責管轄，面積19.37平方公里，海拔高度233米，2006年人口達6,791。
该城历史上属于赫卢钦地区，原位于特罗保大公的领地，于1526年特罗保大公的领地由神圣罗马帝国皇室哈布斯堡家族继承。1742年，在布雷斯劳和约上，特罗保大公领地中的赫卢钦随着西里西亚大部分领土被一起归入普鲁士，后来属于德意志帝国的上西里西亚。一战之后，该城未经公投随赫卢钦地区被划归捷克斯洛伐克，尽管该城主体民族是德意志人。二战前夕德国吞并捷克斯洛伐克，把该城连同整个赫卢钦重新划归上西里西亚。二战之后，该城是捷克斯洛伐克大规模驱逐德意志人的唯一例外，该地区主体民族至今仍是德意志人。

## 外部連結
- Official website（页面存档备份，存于）